# 瑕疵ある意思表示
瑕疵ある意思表示（かしあるいしひょうじ）とは、民法上の法律用語で、表示された効果意思に対応する内心的効果意思は存在するが、その内心的効果意思を形成する段階で、他人から干渉があり、完全で自由な判断ができなかった意思表示を言う。典型的には民法における詐欺や強迫による意思表示を言う。
（瑕疵ある意思表示である）詐欺や脅迫で結ばれた契約は、取消（遡及的に無効）することができる（96条1項）。
- 民法については、以下で条数のみ記載する

## 類型

### 詐欺による意思表示
- 詐欺行為により動機に錯誤が生じた行為者が、その動機に基づき行う意思表示。表意者本人の帰責性も大きいため、取り消しうるが善意の第三者に対抗できない（民法96条3項）。
- なお、自分自身の不注意等、詐欺行為以外の理由で動機に錯誤が生じた行為者が行う意思表示が、動機の錯誤による意思表示である。

### 強迫による意思表示
- 強迫行為により一時的に自由意思を奪われた行為者が行う意思表示。表意者本人の帰責性は詐欺に比べて小さく、取り消すことができ、かつ善意の第三者に対抗できる（民法96条3項の反対解釈）。

## 商法、会社法、手形法
商法（会社法）上、株式を引き受ける場合など意思の欠缺や瑕疵ある意思表示による表意者保護規定の適用が制約される場合がある。また、手形法においては、民法の意思表示に関する規定自体の適用を排除されるとする見解や、善意取得の際にその規定の適用を制約しようと考える見解も存在する（いわゆる無制限説）。